# Satyrus parthica
Satyrus parthica är en fjärilsart som beskrevs av Lederer 1869. Satyrus parthica ingår i släktet Satyrus och familjen praktfjärilar. Inga underarter finns listade.